# Reformierte Kirche Schönenberg

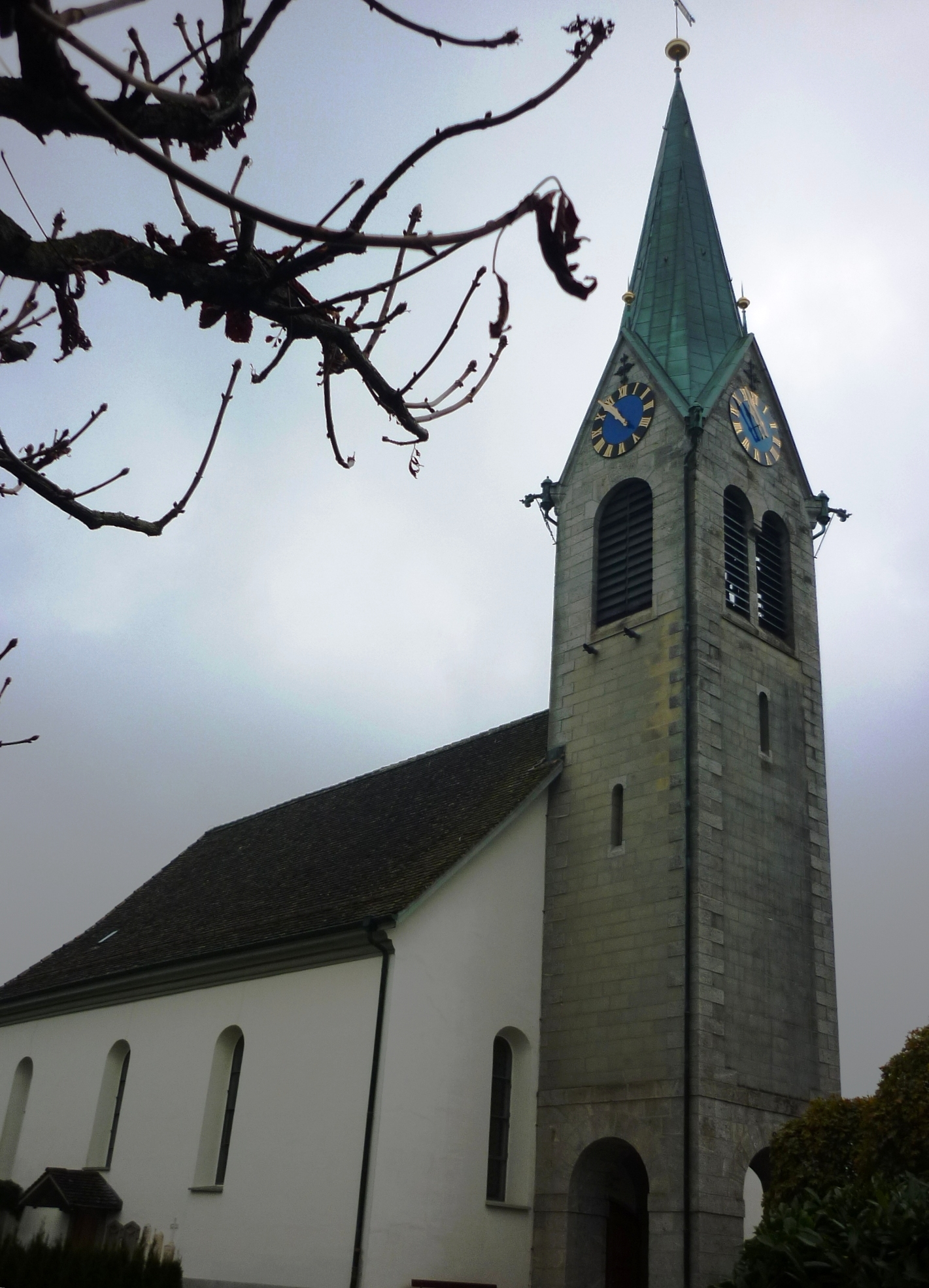
Reformierte Kirche Schönenberg

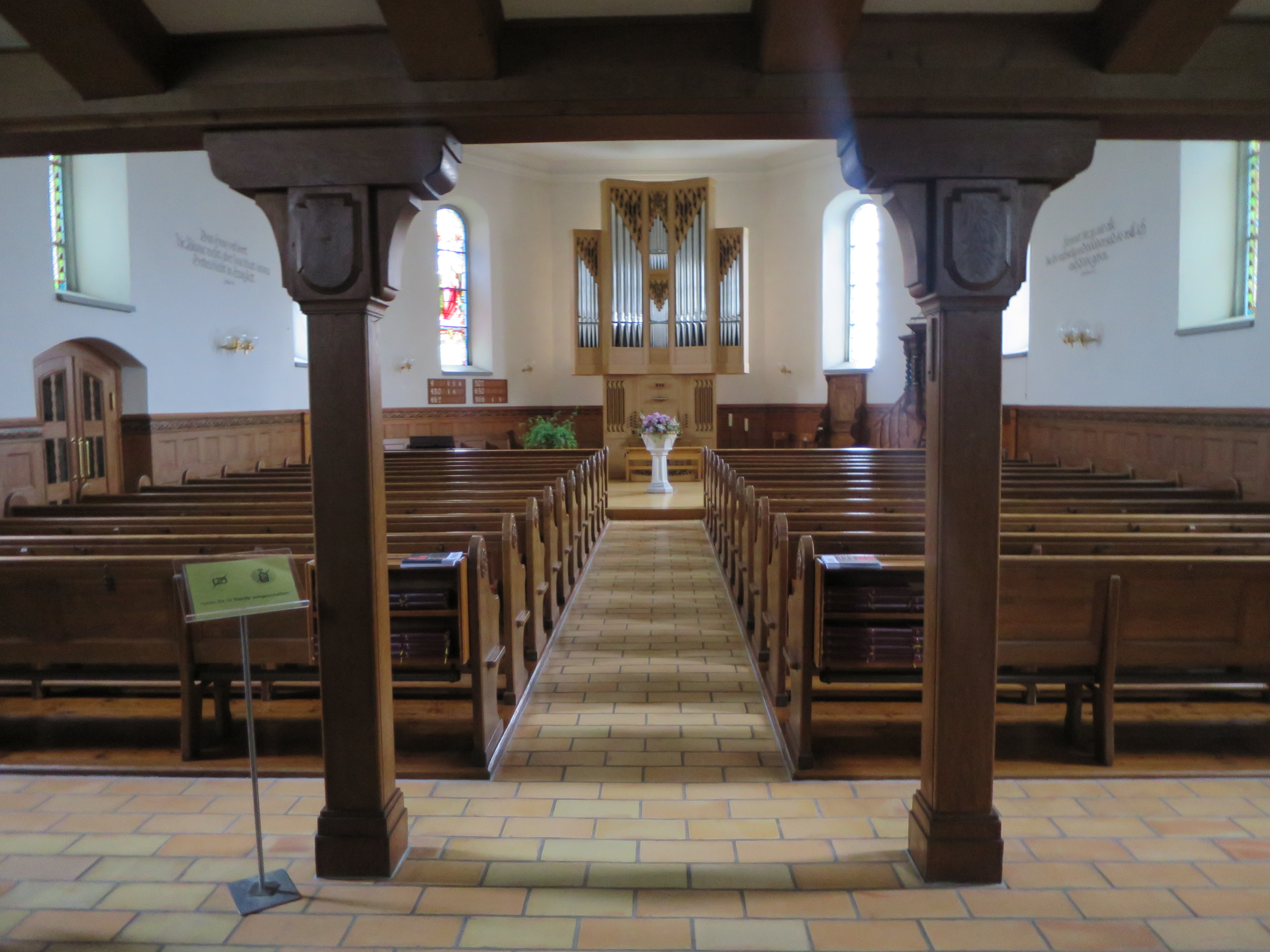
Innenraum

Die reformierte Kirche Schönenberg ist eine von Festungsbaumeister Hans Caspar Werdmüller im Barockstil erbaute Zürcher Landkirche. 

## Geschichte
Mit der Errichtung der Kirche 1701–1703 erfolgte auch die formelle Loslösung Schönenbergs von der Kirchgemeinde Wädenswil. Kirche und Pfarrhaus wurden aufgrund der Lage Schönenbergs an der Grenze zum katholischen Kanton Schwyz innerhalb eines befestigten Kirchhofs angelegt. Die Unterstützung zum Bau einer eigenen Kirche wurde unter der Bedingung gewährt, dass der Kirchhof, von dem die Nordmauer noch steht, als integraler Bestandteil der regionalen Verteidigungskonzeption befestigt würde.

## Bau und Ausstattung
Das Gotteshaus ist als einfache Saalkirche mit polygonalem Chorabschluss konzipiert. Der Frontturm mit Spitzhelm wurde nach Plänen von Herrmann Fietz 1897 angebaut und bildet mit seinem Sockelgeschoss eine kleine Eingangshalle.
Drei der Farbglasfenster im Neorenaissance-Stil zeigen figurale Motive: Das einstige Mittelfenster zeigt Christus und befindet sich heute im linken Chorfenster. Zwei Farbglasfenster im Schiff zeigen die Reformatoren Martin Luther und Huldrych Zwingli. Auf dem Taufstein und an den Seitenwänden sind Bibelsprüche angebracht.

### Orgel
Die Orgel von 1973 im Chor stammt von der Firma Kuhn und verfügt über zwei Manuale und Pedal.